# Jordi Rodríguez Stegemeijer
Jordi Rodríguez Stegemeijer (Barcelona, 25 de abril de 2004) es un baloncestista español que juega para los Cincinnati Bearcats de la liga universitaria estadounidense NCAA. Con 1,99 metros de estatura, juega en la posición de escolta.

## Trayectoria deportiva

### Inicios
Formado en la cantera del Joventut Badalona, en la temporada 2021-22, jugó con el Junior, con el filial de Liga EBA y con el CB Prat de Liga LEB Oro. Ese verano de 2022 renueva con la Penya hasta 2027.
En la temporada 2022-23, después de pasar por el filial del club badalonés, paso a formar parte del Club Bàsquet Prat de Liga LEB Plata, club vinculado a la "Penya", con el que disputó la tercera categoría del baloncesto español a la vez que jugó algunos partidos con el primer equipo verdinegro.
El 20 de noviembre de 2022, hizo su debut en Liga Endesa con el Club Joventut Badalona, en el encuentro de la jornada 8 en el derbi contra el FC Barcelona. Acabó participando en un total de 6 encuentros en su primera experiencia ACB. También debutó en Eurocup frente al Ratiopharm Ulm. Con el CB Prat de LEB Plata quedó campeón de grupo ganándose la plaza en LEB Oro, plaza a la que el club 'potablava' renunciaría antes de empezar la temporada siguiente.
La temporada 2023-24 continua con ficha en el CB Prat en LEB Plata pero entra en dinámica del primer equipo verdinegro durante gran parte del curso participando en un total de 15 partidos en Liga y 10 en Eurocup, firmando su mejor actuación en competición europea en casa contra Paris Basketball. De cara al final de temporada volvió a dinámica del CB Prat para ayudar al equipo con las fases de ascenso a LEB Oro. Al acabar las fases de ascenso con el club pratense, ya de vuelta con la Penya dispone de sus primeros minutos en unos playoffs ACB, contra Baskonia y Real Madrid.
El 23 de julio de 2024, firma por el CB Tizona por una temporada, cedido por el Club Joventut Badalona, para buscar protagonismo y minutos en una liga tan competitiva como la actual Primera FEB. En el club burgalés acaba siendo un jugador determinante para el equipo firmando grandes actuaciones en liga y disputando las fases de ascenso a la ACB donde cayeron eliminados en cuartos de final frente al Baloncesto Fuenlabrada.
Al terminar la temporada en Primera FEB,  termina su cesión en el CB Tizona y vuelve al Joventut donde juega en la última jornada de liga regular contra Unicaja Málaga siendo clave en la victoria con dos triples decisivos. También dispuso de algunos minutos en los cuartos de final de los playoffs ACB 2025 contra La Laguna Tenerife.
Tras cinco temporadas en Badalona, en las que disputó 24 encuentros en la liga ACB española, repartidos entre tres temporadas, decide desvincularse del club.

### Universidad de Cincinnati
En agosto de 2025, a pesar de que el entrenador Dani Miret contaba con él como pieza importante en el primer equipo del Joventut, decide aceptar la oferta de la Universidad de Cincinnati para competir en la NCAA con los Bearcats y seguir desarrollándose académicamente también.

## Selección nacional
Es internacional con todas las categorías inferiores de la selección de baloncesto de España. 
El 7 de agosto de 2022 ganó el Europeo Sub-18 celebrado en la ciudad de Izmir (Turquía), ganando al equipo turco en la final por 61-68.
El 2 de julio de 2023 ganó el oro en el Mundial Sub-19 celebrado en Debrecen (Hungría), ganando a Francia en la final por 73-69.
Desde 2024 es convocado regularmente con la selección absoluta en las ventanas FIBA como invitado para reforzar los entrenamientos, pero no llegando a debutar en encuentro oficial.